# Heníocos
Heníocos (em grego clássico: Ἡνίοχοι; romaniz.: Heníochoi; lit. "cocheiros") foram uma antiga tribo que habitou a costa noroeste da Cólquida (atual Abecásia) e alguns dizem a área do rio Fásis.

## História
A primeira menção a eles ocorre em inscrições cuneiforme encontradas em Urartu, que remontam ao século VIII a.C.. Eles também foram muito citados pelos autores clássicos, com a mais antiga menção a eles sendo feita por Helânico de Lesbos (século V a.C.). Aristóteles (século IV a.C.) afirmou que os heníocos, como os aqueus, eram predisposto ao assassinato e canibalismo. Segundo Artemidoro de Éfeso (século I a.C.), junto a costa do Ponto Euxino próximo a Toretas (em Bata), estavam os cercetas e então os aqueus, zígios e heníocos. Ovídio (século I) designou-os como uma raça de piratas, que viviam nas imediações da Cólquida, e causaram grande terror por suas devastações. Segundo Plínio, o Velho, na costa do Ponto Euxino, antes de Trapezo, fluía o rio Píxites e além dele estavam os heníocos, que se distinguiam por numerosos nomes segundo ele. Também relata que Pítio foi destruída pelos heníocos e que o rio Ciro nasce nas montanhas dessa tribo.
Segundo Estrabão (século I), que associa seu nome aos lendários cocheiros dos Dióscuros, descreve-os como marinheiros, raça pirata, que usava pequenos barcos, chamados câmaras (καμάραι) pelos gregos, que continham de 25 a 30 homens. No relato do mesmo autor sobre a fuga de Mitrídates Eupátor, do Ponto ao Bósforo, os heníocos aparecem ocupando o país entre a margem oeste do Cáucaso e o Ponto Euxino, com uma área de 1 000 estádios. Arriano (século II), lista numa orientação oeste-leste os sanos, drilas, maquelonos, heníocos, zudreítas, e lazos. Escrevendo no começo do século III sobre um evento de 100 anos antes (117), Dião Cássio relata que os maquelonos e os vizinhos heníocos eram governados pelo "rei" Anquíalo, que se submeteu ao imperador romano Trajano (r. 98–117). Há uma menção especial no anônimo (talvez pós-século IV) Périplo do Ponto Euxino que os maquelões e heníocos foram certa vez chamados Ekcheireis.